# Кобринський ключ
Кобринський ключ (волость) — група населених пунктів у складі Кобринської губернії. На чолі стояв ключовий економ. По даних коморника Людвіка Кройца мала в 1765 році 360 волок. Жодна з них не пустувала.

## Міста
- Кобринь (огородники кобринські)

## Села
- Дубова
- Легати
- Ляхчичі
- Патрикі
- Плоске
- Полятичі
- Руховичі
- Хідри

## Фольварки
- Гороздричи
- Залісся